# Gerhard-Fieseler-Werke

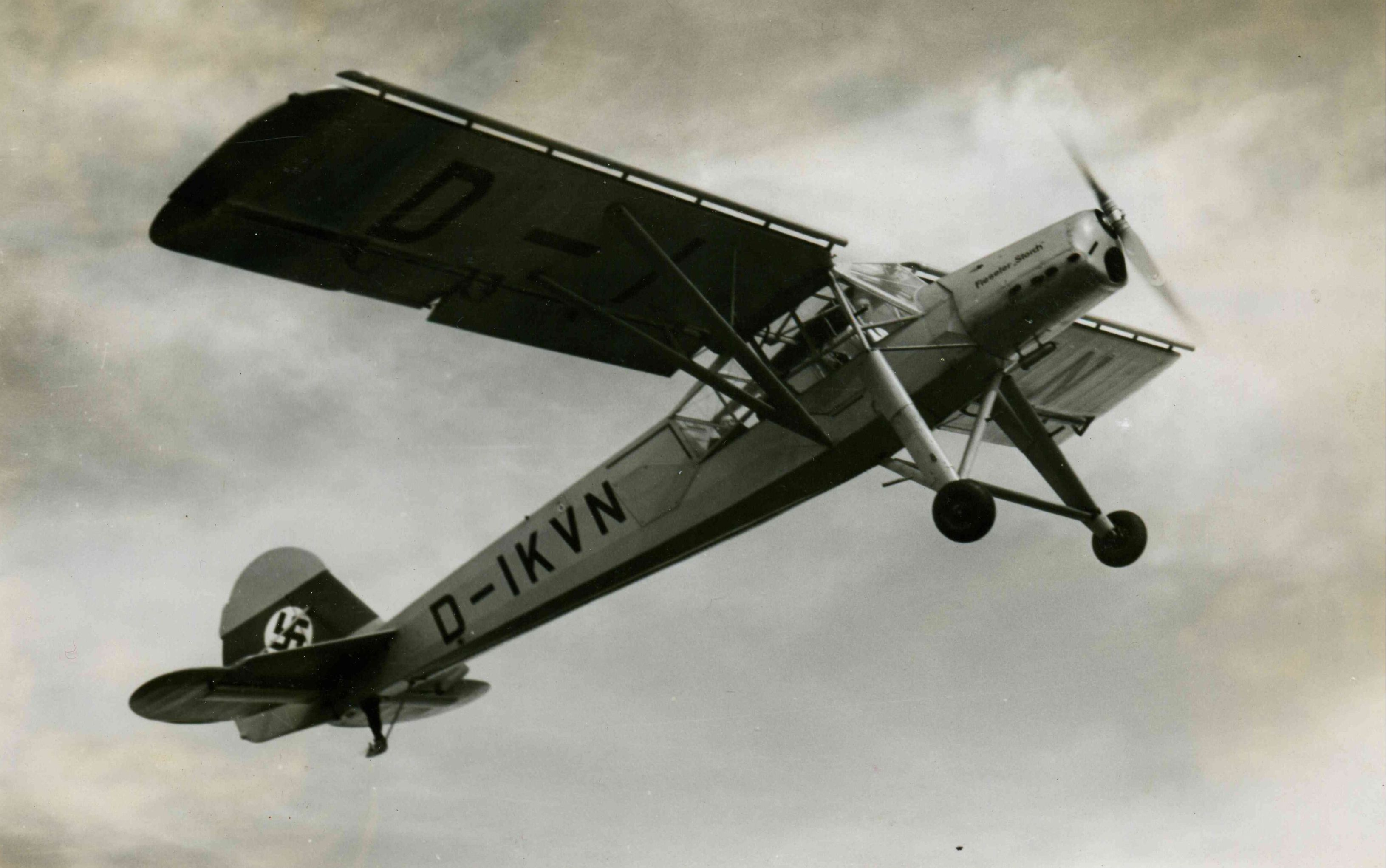
Das Erfolgsmodell Fieseler Fi 156 „Storch“. Das hier abgebildete Flugzeug mit dem Kennzeichen D-IKVN war die Vorführmaschine des Unternehmens

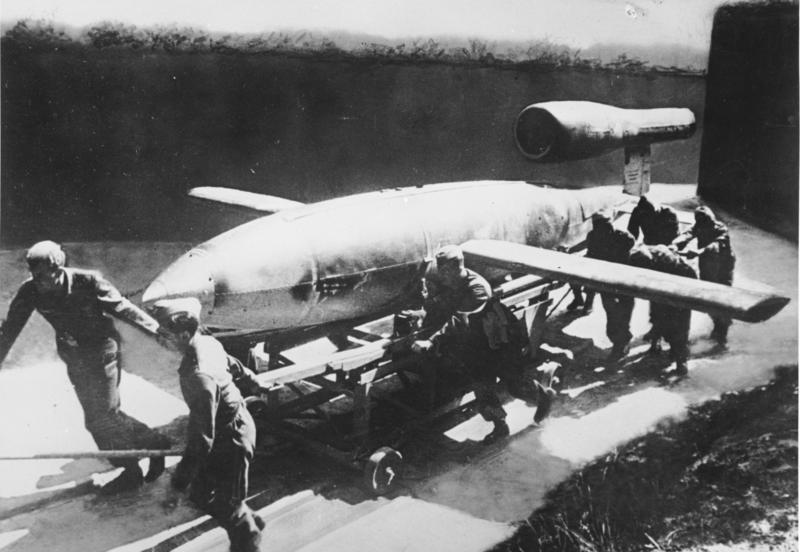
Eine der in Großserie gefertigten Fieseler Fi 103 „V1“ vor dem Start

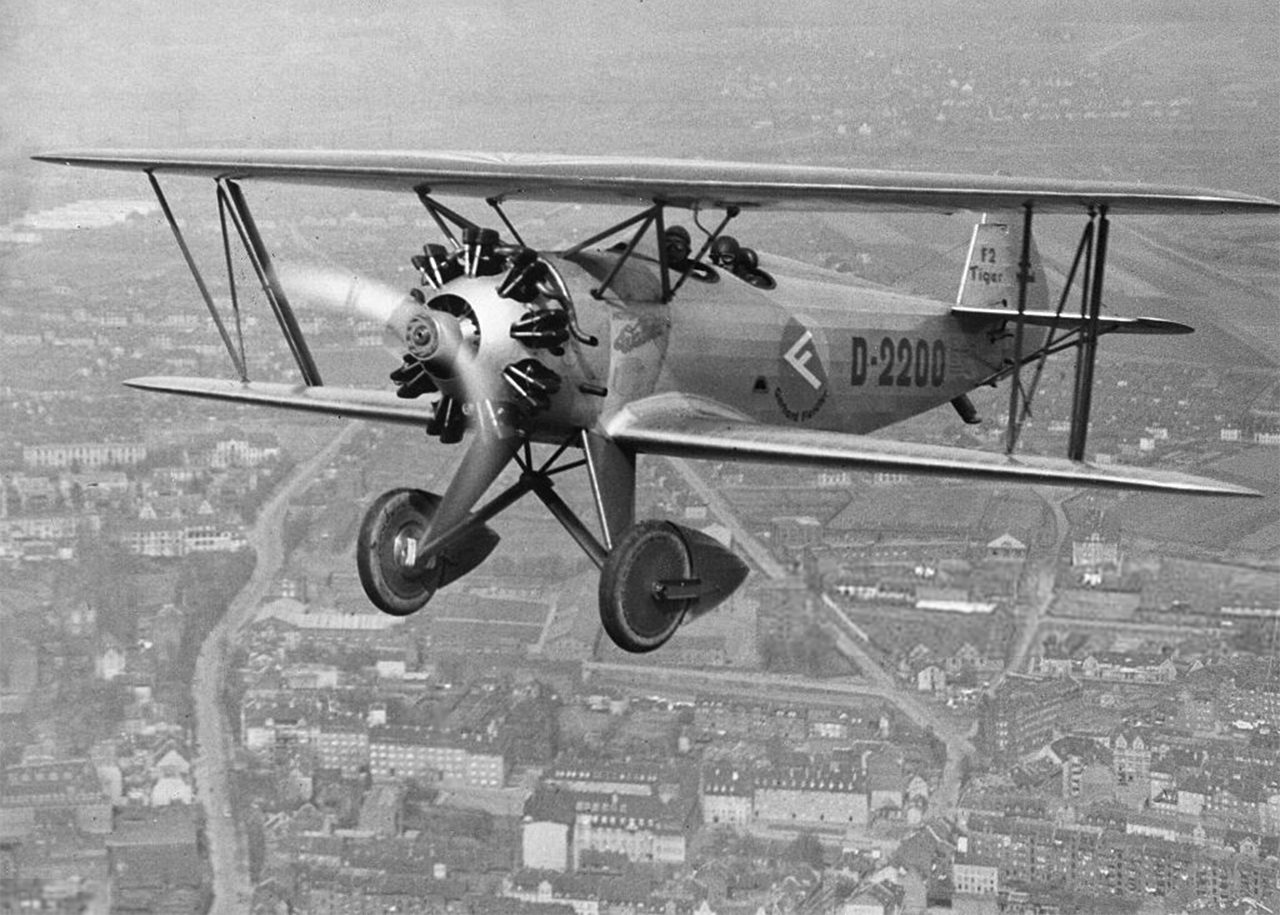
Fieseler F 2 Tiger, gebaut 1932

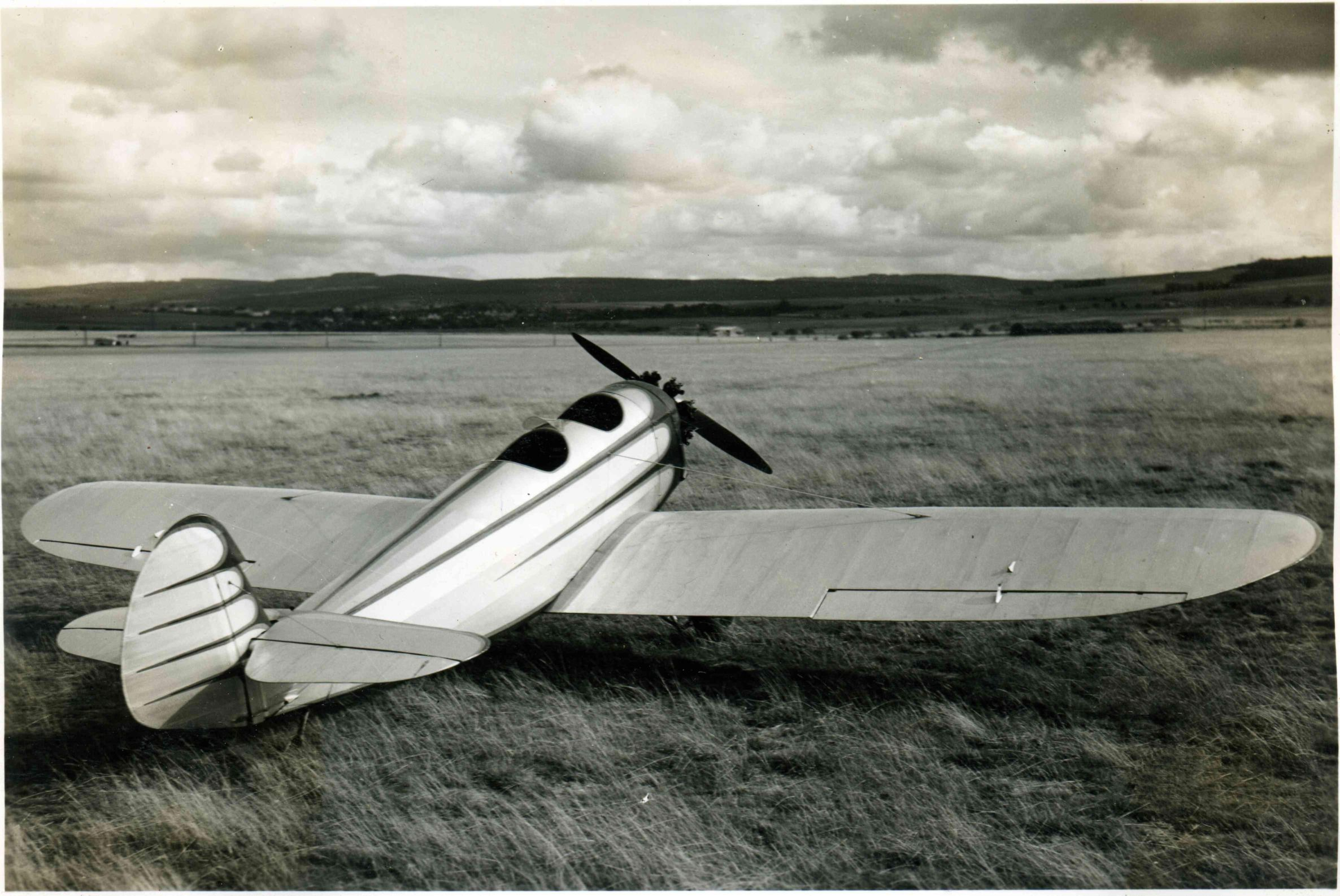
Fieseler F 4, gebaut 1932

Die Gerhard-Fieseler-Werke GmbH, kurz „Fieseler-Werke“ oder „Fieseler“, waren eine Flugzeugfabrik der Rüstungsindustrie in Kassel. Bei Fieseler wurden unter anderem das Verbindungsflugzeug Fieseler Storch und der Marschflugkörper V1 entwickelt und gebaut. Bis zum 1. April 1939 firmierte das Unternehmen unter Fieseler Flugzeugbau Kassel.

## Geschichte
Gerhard Fieseler übernahm 1930 den Kegel-Flugzeugbau Kassel in Ihringshausen und benannte ihn 1931 in Fieseler Flugzeugbau Kassel um. Aus räumlichen und logistischen Gründen wurde der Betrieb im Herbst 1933 in die Lilienthalstraße von Kassel-Bettenhausen in die leerstehenden Hallen der 1915–1916 gebauten ehemaligen Königlich-Preußischen Munitionsfabrik verlegt. Neben diesem „Werk I“ in Bettenhausen entstand in Lohfelden das „Werk II“ im Bereich der heutigen Straße „Am Fieseler Werk“ und das „Werk III“ neben dem Flugplatz Kassel-Waldau, der als Werksflugplatz genutzt wurde.
Im Jahr 1934 erteilte das Reichsluftfahrtministerium (RLM) Fieseler Aufträge für Zivilflugzeuge und zur Entwicklung eines Sturzkampfbombers. 1936 begann die Produktion des Kurzstart- und Langsamflugzeugs Fi 156 („Fieseler Storch“) und kurze Zeit später der Lizenzbau von Messerschmitt Bf 109. Der mittlerweile auf 5300 Mitarbeiter gewachsene Großbetrieb wurde 1938 als „Nationalsozialistischer Musterbetrieb“ ausgezeichnet. Am 1. April 1939 firmierte der Fieseler Flugzeugbau Kassel in Gerhard-Fieseler-Werke GmbH (GFW) um.
Am 5. Juni 1942 erteilte das Reichsluftfahrtministerium den Auftrag, ein „Ferngeschoß in Flugzeugform“ zu entwickeln – die von Robert Lusser bei Fieseler entwickelte fliegende Bombe Fieseler Fi 103 (besser bekannt als „Vergeltungswaffe“ V1) ging im März 1944 bei mehr als 50 deutschen Rüstungsbetrieben in Massenproduktion. Von etwa 35.000 V1 wurden 9.251 gegen England (die meisten davon auf London) und 6.551 gegen Antwerpen abgeschossen. Bei den Luftangriffen auf Kassel wurden am 28. Juli 1943 die Fieseler-Werke in Bettenhausen und Waldau Ziel eines ersten Angriffs der United States Army Air Forces (USAAF) auf Kassel. Getroffen wurden aber größtenteils Wohngebiete und die benachbarte Spinnfaser AG. Bei einem weiteren Angriff der britischen Royal Air Force auf Kassel am 22. Oktober 1943 kamen mehr als 10.000 Menschen ums Leben und sämtliche Industriebetriebe wurden schwer beschädigt. Die von der Luftwaffe geforderten Produktionszahlen wurden nicht erreicht und Gerhard Fieseler am 29. März 1944 als Betriebsführer der Fieseler-Werke abgesetzt. Der von Albert Speer kommissarisch eingesetzte Nachfolger Sachs verdoppelte die Produktion und setzte Todesstrafen für die Zwangsarbeiter um. Am 19. April 1944 wurden die wieder instandgesetzten Fieseler-Werke erneut durch Bombenangriffe der USAAF beschädigt. Ein prominenter Mitarbeiter von Fieseler vor 1944 war der Konstrukteur Erich Bachem, der dann 1944 bis 1945 im eigenen Unternehmen das erste senkrecht startende bemannte Raketenflugzeug Bachem Ba 349 („Natter“) und später Wohnwagen „Eriba“ produzierte. Seine Firma ging später in Hymer auf, wo Eriba noch heute eine Marke ist.
Am 15. Oktober 1947 gaben die alliierten Militärgouverneure bekannt, dass die Gerhard-Fieseler-Werke im Rahmen ihres Demontageplans abgebaut werden. Bis heute erinnert der Straßennamen Am Fieseler Werk in Lohfelden an den früheren Standort des Unternehmens.

## Flugzeugproduktion bei Fieseler
Fieseler baute sowohl Flugzeuge aus eigener Entwicklung als auch Lizenzbauten anderer Hersteller.
Zeitweise waren mehr als 10.000 Arbeiter und Arbeiterinnen, darunter tausende niederländische und französische Zwangsarbeiter, in den drei Kasseler Fieseler-Werken beschäftigt.

### Entwicklungen von Fieseler
| Bezeichnung     | Name          | Verwendung                                                | Stückzahl   |
| --------------- | ------------- | --------------------------------------------------------- | ----------- |
| Fieseler F 1    | Tigerschwalbe | Kunstflugzeug                                             | 1           |
| Fieseler F 2    | Tiger         | Kunstflugzeug                                             | 1           |
| Fieseler F 3    | Wespe         | Sport- und Reiseflugzeug                                  | 3           |
| Fieseler F 4    |               | Sport- und Reiseflugzeug                                  | 2           |
| Fieseler F 5    |               | Schul-, Sport und Reiseflugzeug                           | 51          |
| Fieseler F 6    |               | Schul- und Sportflugzeug                                  | 1           |
| Fieseler Fi 97  |               | Schul- und Sportflugzeug                                  | 5           |
| Fieseler Fi 98  |               | Doppeldecker-Sturzkampfflugzeug                           | 3           |
| Fieseler Fi 99  | Jungtiger     | Sport- und Reiseflugzeug                                  | 1           |
| Fieseler Fi 103 | V1            | Fliegende Bombe                                           | rund 35.000 |
| Fieseler Fi 156 | Storch        | Verbindungsflugzeug                                       | 2.867       |
| Fieseler Fi 157 |               | Versuchsflugzeug, unbemanntes Zielflugzeug                | 3           |
| Fieseler Fi 158 |               | Versuchsflugzeug                                          | 1           |
| Fieseler Fi 166 |               | Projekt mit Wernher von Braun                             | –           |
| Fieseler Fi 167 |               | Torpedobomber                                             | 14          |
| Fieseler Fi 168 |               | Projekt eines Erdkampfflugzeuges                          | –           |
| Fieseler Fi 253 | Spatz         | Sport- und Reiseflugzeug                                  | 6           |
| Fieseler Fi 256 |               | Verbindungsflugzeug                                       | 6           |
| Fieseler Fi 333 |               | Projekt eines militärischen Mehrzweck-Transportflugzeuges | –           |

### Lizenzbauten
| Bezeichnung | Name | Verwendung | Stückzahl                    |
| ----------- | ---- | --- | ---------------------------- |
| Bf 109      |      | Jagdflugzeug (Insbesondere das nur bei Fieseler produzierte Modell Bf 109 T, das für den Einsatz auf dem deutschen Flugzeugträger Graf Zeppelin bestimmt war.) |                              |
| Fw 190      |      | Jagdflugzeug |                              |
| Kl 35       |      | Schulflugzeug Lizenzbau für die Hanns Klemm Flugzeugbau in Böblingen in den Jahren 1938–1940                                                                   | ca. 200 Kl35B ca. 165 Kl 35D |

## Gerhard-Fieseler-Stiftung
Am 17. Oktober 1980 wurde die Gerhard-Fieseler-Stiftung in Kassel gegründet. Zweck ist die Förderung bestehender gemeinnütziger Institutionen des Wohlfahrtswesens, des Sports, der Altenhilfe sowie von Kunst und Kultur.